# Юдін Сергій Тимофійович
Сергій Тимофійович Юдін (24 липня (6 серпня) 1916, Новоромановка — 21 грудня 1983, Черкаси) — Герой Радянського Союзу, в роки радянсько-німецької війни командир роти 157-го стрілецького полку 79-ї стрілецької дивізії 16-ї армії 2-го Далекосхідного фронту, старший лейтенант.

## Біографія
Народився 6 серпня 1916 року в селі Новоромановка (нині Сандиктауського району Акмолинської області Республіки Казахстан) в родині селянина. Росіянин. Закінчив 7 класів. З 1934 по 1937 рік працював слюсарем на Талди-Курганському цукровому заводі, потім в лісгоспі.
У жовтні 1937 року призваний до лав Червоної Армії. Служив на Далекому Сході. До серпня 1938 року — курсант полкової школи, командир відділення 95-го Пролетарського стрілецького полку 32-ї стрілецької дивізії 1-ї Окремої Червонопрапорної армії. Брав участь у боях в районі озера Хасан. Був поранений ударом багнета. З серпня по вересень 1938 року перебував на лікуванні в госпіталі міста Владивостока. За бойову відміну нагороджений медаллю «За бойові заслуги» (1938 рік).
У 1938—1939 роках — слухач курсів молодших лейтенантів 32-ї стрілецької дивізії. З травня 1939 по жовтень 1940 року — командир взводу 304-го стрілецького полку 22-ї стрілецької дивізії 1-ї Окремої Червонопрапорної армії.
З жовтня 1940 року — на Сахаліні у складі 179-го стрілецького полку 79-ї стрілецької дивізії; з липня 1941 року по січень 1942 року — командир стрілецької роти 6-го окремого батальйону 79-ї стрілецької дивізії; з січня 1942 року по грудень 1945 року — командир стрілецької роти 157-го стрілецького полку 79-ї стрілецької дивізії. Член ВКП (б) / КПРС з 1945 року.
Учасник радянсько-японської війни 1945 року. Особливо відзначився в боях за Південний Сахалін. Указом Президії Верховної Ради СРСР від 8 вересня 1945 року за зразкове виконання бойових завдань командування на фронті боротьби з японськими імперіалістами, доблесть і відвагу старшому лейтенанту Юдіну Сергію Тимофійовичу присвоєно звання Героя Радянського Союзу з вручення ордена Леніна й медалі «Золота Зірка» (№ 7766) .
Після війни продовжив службу в армії. У 1946 році закінчив курси удосконалення офіцерського складу. З серпня 1946 року по червень 1948 Юдін С. Т. — заступник командира батальйону 138-го стрілецького полку 101-ї стрілецької дивізії (місто Північно-Курильськ). У 1949 році начальник полкової школи 92-го гвардійського стрілецького полку 28-ї гвардійської стрілецької дивізії Одеського військового округу. У 1949—1953 роках гвардії підполковник Юдін С. Т. — заступник командира стрілецького батальйону 86-го гвардійського стрілецького полку 29-ї гвардійської стрілецької дивізії. З 1953 року гвардії підполковник Юдін С. Т. — в запасі.
Жив у місті Черкаси (Україна). З 1954 року працював начальником відділу кадрів Черкаської швейно-ватяної фабрики. Помер 21 грудня 1983 року.
Нагороджений орденом Леніна, орденом Червоної Зірки, медалями.